# ABA Liga 2014-15
La ABA Liga 2014-15 fue la decicuarta edición de la ABA Liga, competición que reunió a 14 equipos de Serbia, Croacia, Eslovenia, Montenegro, Bosnia Herzegovina, República de Macedonia, Hungría y Bulgaria. El campeón fue por primera vez el KK Crvena zvezda, tras derrotar por 3-1 al KK Cedevita croata.

## Equipos participantes
| País                 | Equipos | Equipo              | Ciudad            | Pabellón (Capacidad)                    |
| -------------------- | ------- | ------------------- | ----------------- | --------------------------------------- |
| Serbia               | 4       |                     |                   |                                         |
| Serbia               | 4       | Crvena Zvezda       | Belgrade          | Pionir Hall (8,150)                     |
| Serbia               | 4       | Mega Leks           | Sremska Mitrovica | Sports Hall Pinki (3,000)               |
| Serbia               | 4       | Metalac Farmakom    | Valjevo           | Valjevo Sports Hall (2,500)             |
| Serbia               | 4       | Partizan            | Belgrado          | Pionir Hall (8,150)                     |
| Croacia              | 3       |                     |                   |                                         |
| Croacia              | 3       | Cibona              | Zagreb            | Dražen Petrović Basketball Hall (5,400) |
| Croacia              | 3       | Cedevita            | Zagreb            | Mala dvorana Doma sportova (4,000)      |
| Croacia              | 3       | Zadar               | Zadar             | Krešimir Ćosić Hall (9,000)             |
| Eslovenia            | 2       |                     |                   |                                         |
| Eslovenia            | 2       | Krka                | Novo mesto        | Leon Štukelj Hall (3,000)               |
| Eslovenia            | 2       | Union Olimpija      | Ljubljana         | Arena Stožice (12,480)                  |
| Bosnia y Herzegovina | 1       | Igokea              | Aleksandrovac     | Laktaši Sports Hall (3,000)             |
| Bulgaria             | 1       | Levski Sofia        | Sofia             | Universiada Hall (3,000)                |
| Hungría              | 1       | Szolnoki Olaj       | Szolnok           | Tiszaligeti Sportcsarnok (3,000)        |
| Macedonia            | 1       | MZT Skopje Aerodrom | Skopje            | Jane Sandanski Arena (6,500)            |
| Montenegro           | 1       | Budućnost VOLI      | Podgorica         | Morača Sports Center (5,000)            |

| Partizan Crvena Zvezda Mega Leks Cedevita Cibona Zadar Metalac Union Olimpija Krka Igokea MZT Budućnost Localización de los equipos de la Temporada 2014–15 de la ABA (antigua Yugoslavia) | Szolnoki Olaj Localización de los equipos de la Temporada 2014–15 de la ABA (Hungría) Levski Sofia Localización de los equipos de la Temporada 2014–15 de la ABA (Bulgaria) |

## Temporada regular

### Clasificación
| Pos. | Equipo              | PJ | G  | P  | GF   | GC   | DG   | Pts | Clasificación o descenso   |
| ---- | ------------------- | -- | -- | -- | ---- | ---- | ---- | --- | -------------------------- |
| 1    | Crvena Zvezda       | 26 | 24 | 2  | 2147 | 1790 | +357 | 50  | Clasificados para playoffs |
| 2    | Budućnost VOLI      | 26 | 19 | 7  | 1993 | 1816 | +177 | 45  | Clasificados para playoffs |
| 3    | Cedevita            | 26 | 18 | 8  | 2004 | 1838 | +166 | 44  | Clasificados para playoffs |
| 4    | Partizan            | 26 | 18 | 8  | 1924 | 1778 | +146 | 44  | Clasificados para playoffs |
| 5    | Union Olimpija      | 26 | 15 | 11 | 1952 | 1849 | +103 | 41  |                            |
| 6    | Metalac Farmakom    | 26 | 13 | 13 | 1852 | 1936 | −84  | 39  |                            |
| 7    | Szolnoki Olaj       | 26 | 12 | 14 | 1863 | 1922 | −59  | 38  |                            |
| 8    | Zadar               | 26 | 12 | 14 | 1861 | 1931 | −70  | 38  |                            |
| 9    | Krka                | 26 | 12 | 14 | 1894 | 1877 | +17  | 38  |                            |
| 10   | Mega Leks           | 26 | 11 | 15 | 2148 | 2148 | 0    | 37  |                            |
| 11   | Cibona              | 26 | 10 | 16 | 1934 | 2033 | −99  | 36  |                            |
| 12   | Igokea              | 26 | 9  | 17 | 1866 | 1912 | −46  | 35  |                            |
| 13   | MZT Skopje Aerodrom | 26 | 7  | 19 | 1775 | 1938 | −163 | 33  |                            |
| 14   | Levski Sofia        | 26 | 2  | 24 | 1698 | 2143 | −445 | 28  | Descendido                 |

 Fuente: ABA Standings

### Resultados[1]
|                | BUD   | CDV   | CIB    | CZV   | IGK    | KRK    | LEV   | MEG     | MET   | MZT    | PAR   | SZO   | UOL    | ZDR   |
| Budućnost      |       | 70–80 | 101–79 | 76–77 | 87–72  | 82–77  | 20–0  | 88–80   | 65–61 | 96–69  | 85–79 | 75–68 | 76–61  | 71–63 |
| Cedevita       | 80–70 |       | 81–79  | 87–88 | 68–64  | 100–75 | 86–68 | 103–107 | 79–66 | 81–70  | 70–50 | 74–73 | 66–60  | 71–74 |
| Cibona         | 67–84 | 69–71 |        | 64–88 | 78–81  | 76–81  | 85–69 | 84–80   | 93–91 | 70–61  | 64–81 | 96–92 | 80–85  | 77–76 |
| Crvena Zvezda  | 83–69 | 78–63 | 80–64  |       | 76–71  | 85–78  | 85–55 | 93–77   | 82–59 | 89–56  | 76–67 | 90–47 | 73–65  | 93–66 |
| Igokea         | 62–70 | 57–86 | 61–71  | 80–85 |        | 66–53  | 87–54 | 70–63   | 72–75 | 61–76  | 83–77 | 66–71 | 83–77  | 71–56 |
| Krka           | 81–90 | 80–72 | 70–80  | 77–67 | 78–67  |        | 72–61 | 72–80   | 89–59 | 85–52  | 72–78 | 61–71 | 71–54  | 83–80 |
| Levski         | 75–92 | 78–95 | 64–74  | 58–99 | 77–92  | 68–70  |       | 98–89   | 66–77 | 91–90  | 66–98 | 61–82 | 56–78  | 72–80 |
| Mega Leks      | 96–84 | 55–81 | 78–74  | 75–77 | 100–96 | 81–67  | 89–68 |         | 99–82 | 103–95 | 73–75 | 80–85 | 85–66  | 91–84 |
| Metalac        | 70–69 | 56–55 | 67–66  | 74–82 | 81–68  | 69–67  | 81–54 | 86–83   |       | 69–67  | 72–83 | 72–65 | 67–76  | 87–93 |
| MZT            | 65–81 | 61–76 | 78–65  | 76–79 | 76–80  | 60–72  | 72–61 | 84–79   | 58–64 |        | 55–63 | 74–58 | 57–76  | 72–58 |
| Partizan       | 61–72 | 76–64 | 73–64  | 77–63 | 74–65  | 64–68  | 94–66 | 89–80   | 84–77 | 65–50  |       | 62–55 | 81–74  | 87–53 |
| Szolnok        | 72–81 | 67–74 | 89–87  | 65–89 | 63–60  | 63-59  | 81–67 | 88–77   | 67–51 | 73–76  | 55–60 |       | 106–99 | 82–81 |
| Union Olimpija | 77–66 | 77–67 | 74–77  | 81–91 | 72–70  | 73–67  | 89-70 | 85–75   | 69–70 | 69–56  | 87–58 | 79–61 |        | 82–60 |
| Zadar          | 61–73 | 70–74 | 77–51  | 63–79 | 68–61  | 79–69  | 86–75 | 74–73   | 85–69 | 74–69  | 69-68 | 71–64 | 60–67  |       |

## Playoffs
|  | Semifinales | Semifinales    | Semifinales | Semifinales | Semifinales | Semifinales | Semifinales |               |               | Final | Final | Final | Final | Final | Final | Final |  |
|  |             |                |             |             |             |             |             |               |               |       |       |       |       |       |       |       |  |
|  |             |                |             |             |             |             |             |               |               |       |       |       |       |       |       |       |  |
|  | 1           | Crvena Zvezda  | 73          | 68          | 95          | 81          |             |               |               |       |       |       |       |       |       |       |  |
|  | 1           | Crvena Zvezda  | 73          | 68          | 95          | 81          |             |               |               |       |       |       |       |       |       |       |  |
|  | 4           | Partizan       | 64          | 70          | 85          | 73          |             |               |               |       |       |       |       |       |       |       |  |
|  | 4           | Partizan       | 64          | 70          | 85          | 73          |             | Crvena Zvezda | Crvena Zvezda | 68    | 69    | 62    | 89    |       |       |       |  |
|  |             |                |             |             |             |             |             | Crvena Zvezda | Crvena Zvezda | 68    | 69    | 62    | 89    |       |       |       |  |
|  |             |                | Cedevita    | Cedevita    | 59          | 65          | 72          | 79            |               |       |       |       |       |       |       |       |  |
|  | 2           | Budućnost VOLI | Cedevita    | Cedevita    | 59          | 65          | 72          | 79            | 82            | 81    | 57    | 85    | 66    |       |       |       |  |
|  | 2           | Budućnost VOLI |             |             |             |             |             |               | 82            | 81    | 57    | 85    | 66    |       |       |       |  |
|  | 3           | Cedevita       | 81          | 76          | 85          | 88          | 70          |               |               |       |       |       |       |       |       |       |  |
|  | 3           | Cedevita       | 81          | 76          | 85          | 88          | 70          |               |               |       |       |       |       |       |       |       |  |
|  |             |                |             |             |             |             |             |               |               |       |       |       |       |       |       |       |  |

### Semifinales

#### Partido 1
| 14 de abril de 2015 | Budućnost VOLI                           | 82–81                                 | Cedevita                                      | |  |
| 18:30               | Parciales: 20–23, 19–21, 20–16, 23–21    | Parciales: 20–23, 19–21, 20–16, 23–21 | Parciales: 20–23, 19–21, 20–16, 23–21         | |  |
|                     | Estadísticas Savović 20 Šehović 9 Cook 5 | Reporte Pts Reb Asts                  | Estadísticas Babić 14 Delaš 8 Barać, Gordić 4 | Pabellón: Morača Sports Center, Podgorica Asistencia: 3,250 espectadores Árbitros: Ilija Belošević, Matej Boltauzer, Saša Maričić |  |

| 14 de abril de 2015 | Crvena Zvezda                                            | 73–64                                 | Partizan                                  | |  |
| 21:00               | Parciales: 24–13, 14–18, 17–21, 18–12                    | Parciales: 24–13, 14–18, 17–21, 18–12 | Parciales: 24–13, 14–18, 17–21, 18–12     | |  |
|                     | Estadísticas Jenkins 19 Marjanović 9 Williams, Kalinić 3 | Reporte Pts Reb Asts                  | Estadísticas Mačvan 12 Mačvan 12 Mačvan 5 | Pabellón: Pionir Hall, Belgrade Asistencia: 5,932 espectadores Árbitros: Sreten Radović, Milivoje Jovčić, Damir Javor |  |

#### Partido 2
| 15 de abril de 2015 | Budućnost VOLI                            | 81–76                                 | Cedevita                              | |  |
| 18:30               | Parciales: 26–24, 13–15, 22–20, 20–17     | Parciales: 26–24, 13–15, 22–20, 20–17 | Parciales: 26–24, 13–15, 22–20, 20–17 | |  |
|                     | Estadísticas Savović 22 Šehović 7 Cook 11 | Reporte Pts Reb Asts                  | Estadísticas Gordić 17 Babić 6 Ukić 4 | Pabellón: Morača Sports Center, Podgorica Asistencia: 4,100 espectadores Árbitros: Milivoje Jovčić, Damir Javor, Mario Majkič |  |

| 15 de abril de 2015 | Crvena Zvezda                                   | 68–70                                 | Partizan                                     | |  |
| 21:00               | Parciales: 17–22, 18–20, 13–16, 20–12           | Parciales: 17–22, 18–20, 13–16, 20–12 | Parciales: 17–22, 18–20, 13–16, 20–12        | |  |
|                     | Estadísticas Jenkins 19 Marjanović 8 Williams 3 | Reporte Pts Reb Asts                  | Estadísticas Mačvan 14 Mačvan 17 Milutinov 4 | Pabellón: Pionir Hall, Belgrade Asistencia: 5,983 espectadores Árbitros: Srđan Dožai, Matej Boltauzer, Siniša Herceg |  |

#### Partido 3
| 18 de abril de 2015 | Cedevita                                       | 85–57                                | Budućnost VOLI                        | |  |
| 18:30               | Parciales: 15–29, 26–12, 17–4, 27–12           | Parciales: 15–29, 26–12, 17–4, 27–12 | Parciales: 15–29, 26–12, 17–4, 27–12  | |  |
|                     | Estadísticas Gordić, Tomas 14 Barać 6 Gordić 6 | Reporte Pts Reb Asts                 | Estadísticas Dašić 9 Šehović 5 Cook 4 | Pabellón: Dom Sportova, Zagreb Asistencia: 2,950 espectadores Árbitros: Saša Pukl, Marko Juras, Sašo Petek |  |

| 18 de abril de 2015 | Partizan                                       | 85–95                                 | Crvena Zvezda                                 | |  |
| 21:00               | Parciales: 20–26, 24–25, 18–22, 23–22          | Parciales: 20–26, 24–25, 18–22, 23–22 | Parciales: 20–26, 24–25, 18–22, 23–22         | |  |
|                     | Estadísticas Milosavljević 23 Mačvan 5 Tepić 3 | Reporte Pts Reb Asts                  | Estadísticas Kalinić 25 Mitrović 9 Mitrović 5 | Pabellón: Pionir Hall, Belgrade Asistencia: 7,000 espectadores Árbitros: Ilija Belošević, Sreten Radović, Damir Javor |  |

#### Partido 4
| 19 de abril de 2015 | Cedevita                                           | 88–85                                 | Budućnost VOLI                                                    | |  |
| 19:00               | Parciales: 18–19, 22–17, 23–19, 25–30              | Parciales: 18–19, 22–17, 23–19, 25–30 | Parciales: 18–19, 22–17, 23–19, 25–30                             | |  |
|                     | Estadísticas Gordić, Ukić 16 Barać 7 Ukić, Tomas 4 | Reporte Pts Reb Asts                  | Estadísticas Planinić, Reynolds 13 Vitkovac 7 Reynolds, Savović 3 | Pabellón: Dom Sportova, Zagreb Asistencia: 3,050 espectadores Árbitros: Ilija Belošević, Matej Boltauzer, Uroš Obrknežević |  |

| 19 de abril de 2015              | Partizan                                                 | 73–81                                 | Crvena Zvezda                                               | |  |  |
| 21:00                            | Parciales: 24–22, 12–16, 22–26, 15–17                    | Parciales: 24–22, 12–16, 22–26, 15–17 | Parciales: 24–22, 12–16, 22–26, 15–17                       | |  |  |
|                                  | Estadísticas Murić 25 Milutinov 8 Murić, Milosavljević 3 | Reporte Pts Reb Asts                  | Estadísticas Williams, Jenkins 19 Marjanović 14 3 players 3 | Pabellón: Pionir Hall, Belgrado Asistencia: 7,000 espectadores Árbitros: Saša Pukl, Sašo Petek, Tomislav Hordov |  |  |
| Crvena Zvezda wins series by 3–1 |                                                          |                                       |                                                             | |  |  |
|                                  |                                                          |                                       |                                                             | |  |  |

#### Partido 5
| 22 de abril de 2015         | Budućnost VOLI                                      | 66–70                                 | Cedevita                              | |  |  |
| 18:30                       | Parciales: 14–15, 19–24, 17–14, 16–17               | Parciales: 14–15, 19–24, 17–14, 16–17 | Parciales: 14–15, 19–24, 17–14, 16–17 | |  |  |
|                             | Estadísticas Planinić, Reynolds 13 Savović 7 Cook 7 | Reporte Pts Reb Asts                  | Estadísticas Bilan 16 Tomas 6 Ukić 6  | Pabellón: Morača Sports Center, Podgorica Asistencia: 4,300 espectadores Árbitros: Damir Javor, Saša Maričić, Mario Majkič |  |  |
| Cedevita wins series by 3–2 |                                                     |                                       |                                       | |  |  |
|                             |                                                     |                                       |                                       | |  |  |

### Final

#### Partido 1
| 25 de abril de 2015 | Crvena Zvezda                                     | 68–59                                | Cedevita                                     | |  |
| 21:00               | Parciales: 24–9, 18–15, 12–20, 14–15              | Parciales: 24–9, 18–15, 12–20, 14–15 | Parciales: 24–9, 18–15, 12–20, 14–15         | |  |
|                     | Estadísticas Mitrović 18 Marjanović 12 Williams 5 | Reporte Pts Reb Asts                 | Estadísticas Babić 12 Bilan 8 Žganec, Ukić 4 | Pabellón: Pionir Hall, Belgrado Asistencia: 5,526 espectadores Árbitros: Saša Pukl, Zdravko Rutešić, Miloš Koljenšić |  |

#### Partido 2
| 26 de abril de 2015 | Crvena Zvezda                                         | 69–65                                | Cedevita                               | |  |
| 20:30               | Parciales: 22–8, 18–24, 18–16, 11–17                  | Parciales: 22–8, 18–24, 18–16, 11–17 | Parciales: 22–8, 18–24, 18–16, 11–17   | |  |
|                     | Estadísticas Marjanović 20 Marjanović 14 Marjanović 5 | Reporte Pts Reb Asts                 | Estadísticas Babić 14 Žganec 8 Ukić 10 | Pabellón: Pionir Hall, Belgrado Asistencia: 5,405 espectadores Árbitros: Matej Boltauzer, Sašo Petek, Mario Majkič |  |

#### Partido 3
| 29 de abril de 2015 | Cedevita                                      | 72–62                                | Crvena Zvezda                                   | |  |
| 20:30               | Parciales: 23–16, 18–17, 27–13, 4–16          | Parciales: 23–16, 18–17, 27–13, 4–16 | Parciales: 23–16, 18–17, 27–13, 4–16            | |  |
|                     | Estadísticas Barać 15 Zubčić, Žganec 6 Ukić 4 | Reporte Pts Reb Asts                 | Estadísticas Marjanović 16 Kalinić 7 Mitrović 2 | Pabellón: Dom Sportova, Zagreb Asistencia: 3,100 espectadores Árbitros: Matej Boltauzer, Damir Javor, Miloš Koljenšić |  |

#### Partido 4
| 30 de abril de 2015              | Cedevita                                | 79–89                                 | Crvena Zvezda                                   | |  |  |
| 20:30                            | Parciales: 25–30, 10–22, 23–17, 21–20   | Parciales: 25–30, 10–22, 23–17, 21–20 | Parciales: 25–30, 10–22, 23–17, 21–20           | |  |  |
|                                  | Estadísticas Zubčić 15 Barać 4 Gordić 4 | Reporte Pts Reb Asts                  | Estadísticas Jenkins 17 Kalinić 8 4 jugadores 3 | Pabellón: Dom Sportova, Zagreb Asistencia: 3,050 espectadores Árbitros: Saša Pukl, Sašo Petek, Mario Majkič |  |  |
| Crvena Zvezda wins series by 3–1 |                                         |                                       |                                                 | |  |  |
|                                  |                                         |                                       |                                                 | |  |  |

| Campeón de la ABA Liga 2014–15 |
| ------------------------------ |
| Crvena Zvezda 1er título       |

## Líderes estadísticos
Al término de la temporada regular.

### Valoración
| Pos | Nombre           | Equipo    | Partidos | Valoración | PIR   |
| --- | ---------------- | --------- | -------- | ---------- | ----- |
| 1.  | Nikola Jokić     | Mega Leks | 527      | 24         | 21.96 |
| 2.  | Nenad Miljenović | Mega Leks | 521      | 24         | 21.71 |
| 3.  | Josip Sobin      | Zadar     | 467      | 24         | 19.46 |
| 4.  | Miro Bilan       | Cedevita  | 480      | 26         | 18.46 |
| 5.  | Milan Mačvan     | Partizan  | 372      | 21         | 17.71 |

### Puntos
| Pos | Nombre           | Equipo        | Games | Puntos | PPP   |
| --- | ---------------- | ------------- | ----- | ------ | ----- |
| 1.  | Malcolm Armstead | Krka          | 439   | 25     | 17.56 |
| 2.  | Nikola Jokić     | Mega Leks     | 370   | 26     | 15.42 |
| 3.  | James Florence   | Zadar         | 352   | 23     | 15.30 |
| 4.  | Dávid Vojvoda    | Szolnoki Olaj | 366   | 25     | 14.64 |
| 5.  | Miro Bilan       | Cedevita      | 353   | 26     | 14.58 |

### Rebotes
| Pos | Nombre              | Equipo     | Partidos | Rebotes | RPP  |
| --- | ------------------- | ---------- | -------- | ------- | ---- |
| 1.  | Nikola Jokić        | Mega Leks  | 222      | 24      | 9.25 |
| 2.  | Josip Sobin         | Zadar      | 208      | 24      | 8.67 |
| 3.  | Predrag Samardžiski | MZT Skopje | 120      | 14      | 8.57 |
| 4.  | Nikola Milutinov    | Partizan   | 198      | 25      | 7.92 |
| 5.  | Chris Booker        | Krka       | 195      | 25      | 7.80 |

### Asistencias
| Pos | Nombre           | Equipo         | Partidos | Asistencias | APP  |
| --- | ---------------- | -------------- | -------- | ----------- | ---- |
| 1.  | Nenad Miljenović | Mega Leks      | 201      | 24          | 8.38 |
| 2.  | Omar Cook        | Budućnost      | 147      | 23          | 6.39 |
| 3.  | Marcus Williams  | Crvena zvezda  | 121      | 22          | 5.50 |
| 4.  | Marko Marinović  | Union Olimpija | 127      | 26          | 4.88 |
| 5.  | Nemanja Gordić   | Cedevita       | 104      | 24          | 4.33 |

Fuente: ABA League Individual Statistics 

## Galardones

### MVP
| Pos. | Jugador      | Equipo       | Ref. |
| ---- | ------------ | ------------ | ---- |
| AP   | Nikola Jokić | KK Mega Leks |      |

### MVP de las Finales
| Pos. | Jugador          | Equipo            | Ref. |
| ---- | ---------------- | ----------------- | ---- |
| P    | Boban Marjanović | Crvena zvezda mts |      |

### Quinteto ideal
El quinteto ideal de la temporada fue elegido por los aficionados y por los entrenadores de los equipos de la liga, contriguyendo en cada caso con el 50% de los votos en el resultado final.
| Pos.  | Jugador             | Equipo        |
| ----- | ------------------- | ------------- |
| B     | Malcolm Armstead    | Krka          |
| E     | Suad Šehović        | Budućnost     |
| A     | Aleksandar Pavlović | Partizan      |
| AP    | Milan Mačvan        | Partizan      |
| P     | Boban Marjanović    | Crvena zvezda |
| Entr. | Dejan Radonjić      | Crvena zvezda |